# Semenawi Keyih Bahri
Semenawi Keyih Bahri (Tigrinya: ዞባ ሰሜናዊ ቀይሕ ባሕሪ, Semienawi K’eyyĭḥ Baḥri; Arabisch: منطقة البحر الأحمر الشمال, Shimālī al Baḩrī al Aḩmar) is een van de zes regio's van Eritrea. De noordelijke Rode Zee regio heeft een oppervlakte van 27.800 km² en heeft 653.300 inwoners (2005). De hoofdstad is Massawa.
Maekel · Debub · Gash-Barka · Anseba · Semenawi Keyih Bahri · Debubawi Keyih Bahri